# 寺崎央
寺﨑 央（てらさき ひさし、別名：H・テラサキ、1943年2月23日 - 2012年12月16日）は、フリーの雑誌編集者である。ムック「Made in U.S.A. catalog 1975」をつくり、「MEN’S CLUB」「平凡パンチ」「POPEYE」「BRUTUS」などの雑誌を舞台に活動した。「テラ」「テラさん」の愛称がある。

## 来歴・人物
北海道空知郡芦別町にて医師の父のもとに生まれた。芦別小学校、新宿区立落合第二小学校（編入）、落合中学校、私立海城高等学校を経て、1961年に日本大学芸術学部放送学科に入学した。
1965年、婦人画報社へ入社した。「MEN'S CLUB」編集部に配属され、小林泰彦、斎藤融、中原幹生、芦澤一洋、長濱治を知る。1969年に婦人画報社を退社し、フリーの編集者として「平凡パンチ」（平凡出版、現・マガジンハウス）に参加した。木滑良久、石川次郎、岩瀬充徳、西木正明らと出会った。
1974年「SKI LIFE スキーについて考え直す本」（読売新聞社出版局）を手がけた。石川次郎、カメラマンの馬場祐介の3名によるアメリカ取材で作り上げた「Made in U.S.A. catalog 1975」（読売新聞出版局）は1週間で売り切れて再版、累計10万部を超え、カタログブームの火付け役となった。
一方、フリー編集者として構成からレイアウトまで手がけたペーパーバック「レノンとヨーコ」（実業之日本社）を1970年に発刊した。加納典明がニューヨークで撮り下ろした写真集「fuck/燃えるパーティー」は発禁処分となった。
1977年、初の著書「若者の新生活宣言」（KKロングセラーズ刊）を発表した。
「男が悦楽的に生きるためのライフスタイルマガジン」というコンセプトで1980年5月に創刊された「BRUTUS」では、フリーランスの編集者として寺崎をはじめ、松山猛、都築響一が参加した。「POPEYE」「BRUTUS」を中心に寄稿、編集を続け、1981年から開始した連載「テラコンダのはらたち日記」は5年間で連載は118回に達した。
1980 - 1990年代にかけて、雑誌「BRUTUS」「ガリバー」「エルジャポン」「ターザン」「日経ヘルス」「DORSO」「翼の王国」「ソトコト」など、多数で連載を抱えた。一方、「山と渓谷」「Outdoor」誌などで、山書案内、低山歩き、釣行記など寄稿し、第一次アウトドアブームを盛り上げた。1995年に「ワーズワースの冒険」（フジテレビ出版）を刊行した。2009年には団塊の世代のためのB4判の大型雑誌「オレキバ」（六曜社）をローンチした。
2012年に出されたコリン・フレッチャー著、芦澤一洋訳「遊歩大全【復刻版】」（山と渓谷社）の解説が遺稿となった。享年69歳。没後、親交のあった仕事仲間たちにより、寺﨑の仕事をアーカイブした「史上最強の助っ人エディター」（テラ本制作委員会発行・マガジンハウス発売）が刊行された。

## 著書（没後の評伝含む）
- 「若者の新生活宣言 アメリカ式ニューライフから君の意識をかえよう」（1977年、KKロングセラーズ）
- 「ワーズワースの冒険」（1995年、フジテレビ出版[注釈 2]）
- 「癌一髪！悦楽的闘病記」（2012年、マガジンハウス）
- 「史上最強の助っ人エディター/H・テラサキ傑作選」（2013年、マガジンハウス）
- 「伝説の編集者 H・テラサキのショーワの常識」（2016年、エンジェルパサー）